# McKenzie (Alabama)
McKenzie – miasto w Stanach Zjednoczonych, w stanie Alabama, w hrabstwie Butler. W roku 2023 miasto zamieszkiwały 494 osoby, a gęstość zaludnienia wynosiła 50,9 osoby/km².